# Nacionalisme valldostà
El nacionalisme valldostà és un corrent polític de caràcter nacionalista que reclama l'autodeterminació (més autogovern, la independència o la incorporació a França) de la Vall d'Aosta, regió amb Estatut Especial dins Itàlia.

## Orígens
La Vall d'Aosta és un territori on la llengua pròpia és l'arpità, encara que tradicionalment s'ha emprat com a llengua de cultura el francès. Políticament ha format part una unitat amb la  Savoia des de l'edat mitjana, i tenia una legislació pròpia recollida en un Coutimier, alhora que s'organitzava en Congregations Génerals. Quan la Savoia es transformà en el regne de Sardenya es van mantenir aquestes especificitats fins al 1848, quan el rei del Piemont les va abolir. Però el 1860 fou separada de la Savoia, que fou entregada a França, mentre que la vall fou integrada en el nou Regne d'Itàlia. Fins aleshores, l'ús oficial del francès estava garantit a la cort de Torí, però en aquell moment esdevingueren minoria lingüística. Com que el francès era considerat com a idioma estranger els valldostans seran tinguts com a element estrany de la vida nacional italiana. Això produirà enfrontaments amb els funcionaris hostils enviats a la vall des del 1861.

## Intents d'assimilació (s. XIX)
El 1873 l'Institut de Mestres afirmà que els mestres de la vall no estaven autoritzats a treballar sense haver acceptat l'adopció de l'italià com a llengua instrumental, i reduïren l'ensenyament del francès a dues hores setmanals. Endemés, el 1882-1883 el Consell Escolàstic Provincial de Torí (del qual depenia la vall) decideix que el francès ha de ser ensenyat fora de l'horari normal de les lliçons. Així, des del 1884 començarà la introducció de l'italià com a llengua d'ensenyament a l'escola primària, i es dividirà l'horari lectiu en dues parts iguals, una d'ensenyament del francès i l'altra de l'ensenyament de l'italià. I finalment, el 1885 l'ensenyament del francès serà reduït a totes les escoles valldostanes a la categoria de matèria facultativa a impartir fora de l'horari escolar. Des del 1881 l'italià serà l'única llengua oficial en l'àmbit de l'administració de justícia; alhora, s'imposarà als valldostans el servei militar obligatori, del qual n'estaven exempts fins aleshores, la burocràcia estatal, i els autors que escrivien en francès eren sovint suspectes d'antipatriotisme i traïdoria.
El 1897 un grup d'exiliats i immigrats valldostans a París fundarà una Union Valdôtaine amb sucursals a Lió i Grenoble, però no passà de ser un projecte exterior sense ressò. Més èxit tindrà el 1909 la Ligue pour la Protection de la Langue française, comme langue maternelle de la Vallée d'Aoste, més conegut com a Ligue Valdôtaine (Comité Italien pour la protection de la langue française dans la Vallée d'Aoste) (LV), de caràcter moderat i legalista, dirigida per Anselme Réan i l'abat Joseph Trèves, per tal de defensar l'ensenyament i la cooficialitat del francès, sense reivindicacions polítiques. El 1911 exigirà la derogació de la Llei Credaro, per la qual els ajuntaments perdien el dret a contractar mestres, de manera que els mestres naturals del país eren substituïts per italians.

## El primer nacionalisme (1920-1944)
En acabar la Primera Guerra Mundial la Lliga Valldostana va intentar incloure al Tractat de Versalles una clàusula de respecte als grups ètnics i lingüístics de parla francesa, i més tard va proposar a Suïssa incorporar-se a la Confederació com un cantó més, i n'exposà les condicions en un memoràndum al ministre d'afers exteriors italià, Vittorio Orlando, amb algunes reivindicacions wilsonianes inspirades en concessions fetes als sudtirolesos. Les peticions eren només de caràcter lingüístic, amb una tímida petició d'autonomia administrativa i l'obertura d'un consolat francès a Aosta.
Entre 1923 i 1925 es produí una escissió dins la Lliga Valldostana. El grup dirigent, amb l'advocat Anselme Réan, pròxim al Partit Popular Italià, amb el diari La Patrie Valdôtaine, busca posar-se com a mitjancer davant Roma i obtenir concessions cultural i salvaguardar els valors "tradicionals" a canvi de fidelitat política, raó per la qual sol·licitarà el vot als feixistes el 1924. L'altre, dirigit pel més activista Joseph Trèves va fundar el 1923 el Groupe Valdôtain d'Action Regionaliste (GVAR), influït tant pel PPI de Luigi Sturzo com pel Partit Sard d'Acció d'Emilio Lussu. Intentà mantenir l'ensenyament del francès mitjançant les reunions amb catequistes i amb escoles clandestines mantingudes per les parròquies en col·laboració amb els mestres locals.
Però les seves peticions al ministre d'educació italià, Giovanni Gentile, no tingueren cap fruit, i el novembre del 1925 el govern feixista va suprimir l'ensenyament del francès a primària, i fins i tot fou eliminat a secundària com a segona llengua estrangera, imposant-hi l'alemany el 1926. LV intentà que els alcaldes contribuïssin amb subsidis per fundar una xarxa d'escoles privades en francès, però el prefecte feixista ho va avortar quan el 1923 Benito Mussolini l'autoritzà a suprimir 108 écoles de hameau, últim baluard contra la italianització, i se suprimí l'ensenyament del francès. També s'italianitzaren 18.000 cognoms, i es canviaren el noms de les viles i dels carrers.
El feixisme va introduir una política d'italianització opressiva i una colonització burocràtico-industrial amb mà d'obra immigrada de la resta d'Itàlia, cosa que provocaria que el 1936 els valldostans deixessin de ser la població majoritària a la vila d'Aosta. La LV fou substituïda per la Jeune Vallée d'Aoste (JVA), antifeixista i políticament eclèctica, dirigits pel p. Trèves, Rodolphe Coquillard i el notari Émile Chanoux, especialista en dret de minories i director de la revita Le Duché d'Aoste, òrgan del grup i des d'on demana descentraltizació administrativa i ataca la italianització. També en formaven part el dr. J. Alliod, A. Thiebat, F. Bionaz, J. Proment, S. Gerbaz, Emile Lexert i l'enginyer Lino Binel. Des del 1938 Chanoux va dirigir l'organització

## La lluita per l'autogovern
Chanoux defensava que si no era possible l'annexió després de la guerra a França o a Suïssa, calia la formació d'una Itàlia federal amb una autonomia el més ampla possible. L'historiador Federico Chabod era partidari de l'autonomia administrativa i cultural dins un estat unitari. Després de la Reunió de Chivasso (19 de desembre del 1943) entre els diferents líders autonomistes (Émile Chanoux, el mateix Chabod, Ernest Page, O. Coïsson, G. Malan, G. Peyronel i M. Rollier) s'imposen les tesis de Chanoux, partidari de la creació de la vall com un cantó a l'estil suís. Així van fer públic el Manifest de Chivasso on reclament la legalització i el reconeixement de la realitat etonlingüística, autonomia administrativa i econòmica, examen a la solució dels problemes socials (com la immigració), solució al problema fiscal i a la situació escolar, i reforma agrària. El document fou transmès al CLNAI, i fou publicada com a Federalismo e autonomia dins els quaderns L'Italia Libera del Partit d'Acció.
El maig del 1944 es constituïa el Moviment de la Resistència Valldostana (MRV) en una reunió a Cogne amb Lazzaro (F. Chabod), Renato Chabod, Plik (capità Cavagnet), Berti i altres, mentre que el Comandant Mézard (César Olietti) constituïa a Cogne el Comitè d'Alliberament Nacional. Però el 18 de maig del 1944 Chanoux fou fet presoner amb Lino Binel, torturat i assassinat a la presó pels feixistes de la República de Saló. Això despertà els sentiments separatistes i augmentaren les unitats de partisans nacionalistes.
Aconseguiren alliberar el país el 28 d'abril de 1945 abans de l'arribada dels francesos i nord-americans, qui ocuparien Introd, Valavarenchi i Rhèmes, fins al 5 de maig, de manera que van preservar intacte el complex industrial de la vall. Renato Chabod es reuniria amb els oficials anglesos i nord-americans a Saint-Vincent, alhora que es produeixen manifestacions reclamant el plebiscit per unir-se a França, independència o aconvertir-se en un cantó suís. El 18 de maig es faria un homenatge a Chanoux a Aosta, alhora que una manifestació provocaria un encontre violent entre comunistes i autonomistes, que acabaria amb la dimissió del prefecte. Federico Chabod formaria part del CLNAI com a representant del Partit d'Acció, contrari a l'annexió a França, i va viatjar amb el CLN a Milà i Torí.

## L'estatut especial
Pel Decret Legislatiu de 7 de setembre del 1945 aconvertí la vall en regió autònoma provisional dins l'Estat Italià, alhora que la vall era declarada zona franca. L'avantprojecte fou presentat per Chabod a una reunió d'alcaldes d'Aosta del CLN el 26 d'agost del 1945. L'antiga província d'Aosta, que tenia 4.459 km², es veurà reduïda a 3.262 km², ja que cedirà a la província de Torí els 1.494 km² corresponents a l'anfiteatre morrènic d'Ivrea i el Canavese, mentre que per la Pau de París del 10 de febrer del 1947 haurà de cedir a frança els 3 km² del Petit Saint Bernard.
El setembre del 1945 naixia Unió Valldostana (UV), partit successor de la JVA que pretenia agrupar tots els sectors de l'autonomisme i interpretar els sentiments locals, intenta cridar l'atenció dels Aliats sobre la situació valldostana i que el problema valldostà sigui debatut en la Conferència de Pau, tot demanant un plebiscit o un acord bilateral entre França i Itàlia per a regular definitivament la qüestió, i per això que, mentrestant, l'autonomia valldostana resti sota tutela internacional. S'hi imposaran, però, les tesis de Chabod, autonomisme dins un Estat italià unitari, que és l'espai econòmic natural de la vall. El gener del 1946 entrà en funcionament el Consell de la Vall de 35 membres, que presidirà la vida local, alhora que l'article 116 de la nova constitució italiana consagra l'existència de cinc regions autònomes, una d'elles la Vall d'Aosta que aprovarà el seu estatut especial el 1948.
Des d'aleshores, Unió Valldostana va tenir una vida política força accidentada, alternant l'estada al poder, les coalicions amb la DCI i l'estada a l'oposició, en funció de les seves inclinacions vers l'esquerra o la dreta.